# Teodorico IV di Lusazia
Teodorico IV di Lusazia, (in tedesco Diezmann o Dietrich) (1260 circa – Lipsia, 10 dicembre (forse) 1307), fu margravio di Lusazia dal 1291 al 1303, anno in cui la vendette. Fu anche margravio di Osterland dal 1291 alla morte, e langravio di Turingia, come Teodorico I dal 1298 alla morte.

## Biografia
Teodorico nacque nel 1260 ed era terzo figlio di margravio Alberto II di Meißen e della moglie Margherita di Sicilia, figlia dell'imperatore Federico II. Apparteneva alla dinastia Wettin.
Dopo che la madre di Teodorico andò via da Wartburg nel 1270 poiché suo marito si era innamorato di Cunegonda di Eisenberg, Teodorico e suo fratello maggiore Federico I di Meißen furono cresciuti dallo zio e margravio Teodorico di Landsberg. Quando Teodorico e Federico raggiunsero la maggiore età, assieme al fratello maggiore Enrico, combatterono una guerra contro il padre, che voleva che suo figlio Apitz, nato dal secondo matrimonio con Cunigunda, ereditasse il langraviato di Turingia.
Il primo possesso territoriale di Teodorico fu il Pleissnerland. Con la morte di Federico Tuta nel 1291 ereditò la marca di Lusazia.
Nel 1301 l'arcivescovo Bucardo II di Magdeburgo vendette i castelli di Droyßig e Burgwerben per 2 000 marchi di argento a Teodorico, con la possibilità di riacquistarli in seguito. Bucardo non usò questa opzione; invece vendette anche il castello e la città di Spremberg a Teodorico.
Nel 1303 Teodorico vendette la marca di Lusazia al margravio di Brandeburgo Ottone IV di Brandenburgo della dinastia ascanide che a seguito della morte di Teodorico ne sposò la vedova Giuditta.
Adolfo di Nassau, re dei Romani, privò Teodorico delle terre ereditate, ma dopo la caduta di Adolfo, Teodorico le riacquisì. Nel 1307 il re Alberto I di Germania invase l'Osterland con un grande esercito. Teodorico e suo fratello Federico armarono civili e contadini e con l'aiuto dei cavalieri del ducato di Brunswick-Lüneburg e sconfissero Alberto nella battaglia di Lucka il 31 maggio 1307.
Teodorico morì nel dicembre 1307 a Lipsia. Secondo le tradizioni successive, fu assassinato il 24 o il 25 dicembre da un certo Filippo di Nassau nella chiesa di San Tommaso a Lipsia. Tuttavia, è più probabile che sia morto per cause naturali il 10 dicembre. In ogni caso, venne seppellito in quella chiesa.

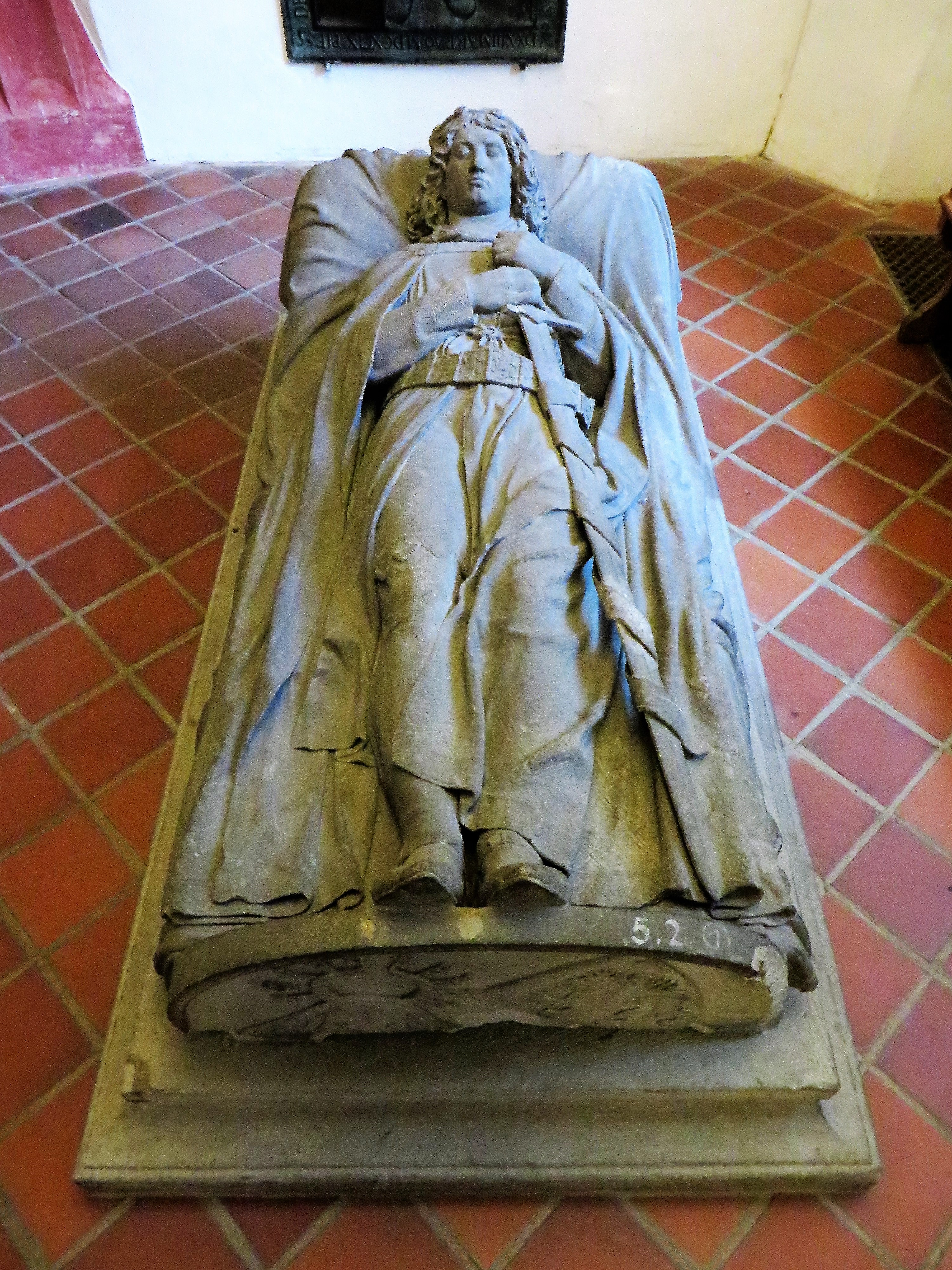
Gisant di Teodorico nella chiesa di San Tommaso a Lipsia.

## Matrimonio
Teodorico si sposò nel 1295 Giuditta, figlia del conte Bertoldo VIII di Henneberg. Essi non ebbero figli. In seguito Giuditta sposò Ottone IV di Bradenburgo, margravio di Brandenburgo, colui che ricevette la marca di Lusazia da parte di Teodorico.

## Ascendenza
|                         |                     |                          | Genitori                 |  |  | Nonni |  |  | Bisnonni              |  |  | Trisnonni           |  |
|                         |                     |                          |                          |  |  |       |  |  | Teodorico I di Meißen |  |  | Ottone II di Meißen |  |
|                         |                     |                          |                          |  |  |       |  |  | Teodorico I di Meißen |  |  | Ottone II di Meißen |  |
|                         |                     | Edvige di Brandeburgo    |                          |  |  |       |  |  | Teodorico I di Meißen |  |  |                     |  |
| Enrico III di Meißen    |                     |                          |                          |  |  |       |  |  | Teodorico I di Meißen |  |  |                     |  |
|                         |                     | Jutta di Turingia        | Ermanno I di Turingia    |  |  |       |  |  |                       |  |  |                     |  |
|                         |                     | Jutta di Turingia        | Ermanno I di Turingia    |  |  |       |  |  |                       |  |  |                     |  |
|                         |                     | Jutta di Turingia        | Sofia di Sommerschenburg |  |  |       |  |  |                       |  |  |                     |  |
| Alberto II di Meißen    |                     | Jutta di Turingia        |                          |  |  |       |  |  |                       |  |  |                     |  |
|                         |                     | Leopoldo VI di Babenberg | Leopoldo V di Babenberg  |  |  |       |  |  |                       |  |  |                     |  |
|                         |                     | Leopoldo VI di Babenberg | Leopoldo V di Babenberg  |  |  |       |  |  |                       |  |  |                     |  |
|                         |                     | Leopoldo VI di Babenberg | Teodora Comnena          |  |  |       |  |  |                       |  |  |                     |  |
| Costanza d'Austria      |                     | Leopoldo VI di Babenberg |                          |  |  |       |  |  |                       |  |  |                     |  |
|                         |                     | Teodora Angelina         | …                        |  |  |       |  |  |                       |  |  |                     |  |
|                         |                     | Teodora Angelina         | …                        |  |  |       |  |  |                       |  |  |                     |  |
|                         |                     | Teodora Angelina         | …                        |  |  |       |  |  |                       |  |  |                     |  |
| Teodorico IV di Lusazia |                     | Teodora Angelina         |                          |  |  |       |  |  |                       |  |  |                     |  |
|                         | Enrico VI di Svevia | Federico Barbarossa      |                          |  |  |       |  |  |                       |  |  |                     |  |
|                         | Enrico VI di Svevia | Federico Barbarossa      |                          |  |  |       |  |  |                       |  |  |                     |  |
|                         | Enrico VI di Svevia | Beatrice di Borgogna     |                          |  |  |       |  |  |                       |  |  |                     |  |
| Federico II di Svevia   | Enrico VI di Svevia |                          |                          |  |  |       |  |  |                       |  |  |                     |  |
|                         |                     | Costanza d'Altavilla     | Ruggero II di Sicilia    |  |  |       |  |  |                       |  |  |                     |  |
|                         |                     | Costanza d'Altavilla     | Ruggero II di Sicilia    |  |  |       |  |  |                       |  |  |                     |  |
|                         |                     | Costanza d'Altavilla     | Beatrice di Rethel       |  |  |       |  |  |                       |  |  |                     |  |
| Margherita di Sicilia   |                     | Costanza d'Altavilla     |                          |  |  |       |  |  |                       |  |  |                     |  |
|                         |                     | Giovanni d'Inghilterra   | Enrico II d'Inghilterra  |  |  |       |  |  |                       |  |  |                     |  |
|                         |                     | Giovanni d'Inghilterra   | Enrico II d'Inghilterra  |  |  |       |  |  |                       |  |  |                     |  |
|                         |                     | Giovanni d'Inghilterra   | Eleonora d'Aquitania     |  |  |       |  |  |                       |  |  |                     |  |
| Isabella d'Inghilterra  |                     | Giovanni d'Inghilterra   |                          |  |  |       |  |  |                       |  |  |                     |  |
|                         |                     | Isabella d'Angoulême     | Ademaro III d'Angoulême  |  |  |       |  |  |                       |  |  |                     |  |
|                         |                     | Isabella d'Angoulême     | Ademaro III d'Angoulême  |  |  |       |  |  |                       |  |  |                     |  |
|                         |                     | Isabella d'Angoulême     | Alice di Courtenay       |  |  |       |  |  |                       |  |  |                     |  |
|                         |                     | Isabella d'Angoulême     |                          |  |  |       |  |  |                       |  |  |                     |  |